# Partners Three
Partners Three er en amerikansk stumfilm fra 1919 af Fred Niblo.

## Medvirkende
- Enid Bennett som Agnes Cuyler
- Casson Ferguson som Arthur Gould
- J.P. Lockney som Hassayampa Hardy
- Robert McKim som Grant Haywood
- Lydia Yeamans Titus som Gossip